# Eric Boily

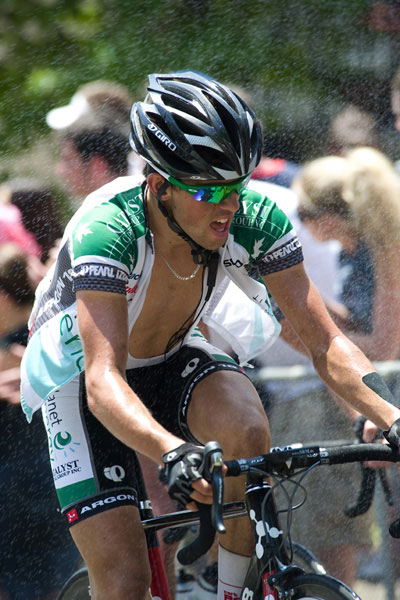
Èric Boily 2009

Eric Boily (* 19. Juni 1987) ist ein kanadischer Radrennfahrer.
Als Juniorenfahrer gewann Boily 2004 einen und 2008 drei Tagesabschnitte der Tour de l'Abitibi und wurde in Kamloops kanadischer Meister im Straßenrennen.
Im Erwachsenenbereich fuhr Boily mehrere Jahre für einheimische UCI Continental Teams. Beim UCI-Nations’-Cup-U23-Rennen Coupe des Nations Ville Saguenay gewann er 2008 eine Etappe und wurde Gesamtsechster. Im Jahr 2010 gewann er eine Etappe der Vuelta a la Independencia Nacional.

## Erfolge
2004
- eine Etappe Tour de l’Abitibi

2005
- Kanadischer Meister – Straßenrennen (Junioren)
- Prolog und zwei Etappen Tour de l'Abitibi

2008
- eine Etappe Coupe des Nations Ville Saguenay

2010
- eine Etappe Vuelta a la Independencia Nacional

## Teams
- 2007 Equipe Valée de l'Aluminium de Vinci
- 2009 Planet Energy
- 2010 SpiderTech-Planet Energy